# Ardea, Lazio
Ardea este o comună în Provincia Roma, Lazio din Italia. În 2011 avea o populație de 41.350 de locuitori.

## Istorie
Așezat la sud de Roma, Ardea a fost condus de către rutuli. A fost un centru important al cultului zeiței Iunona. În 444 î.Hr., orașul a semnat un tratat cu Roma, în urma căruia a devenit un avanpost roman împotriva invaziilor volscilor. A decăzut în perioada războaielor civile romane din sec. I  î.Hr.

## Demografie
Ardea - evoluția demografică

|  | Graficele sunt indisponibile din cauza unor probleme tehnice. Mai multe informații se găsesc la Phabricator și la wiki-ul MediaWiki. |

Date: Recensăminte sau birourile de statistică - grafică realizată de Wikipedia